# Visita a Godenholm
Visita a Godenholm (Besuch auf Godenholm) è un romanzo breve, o novella, a carattere iniziatico-metafisico, dello scrittore tedesco Ernst Jünger, uscito per la prima volta nel 1952 e pubblicato in Italia dalle edizioni Adelphi.

## Trama
La novella, ispirata direttamente alle esperienze psichedeliche che Ernst Jünger fece assieme allo stesso scopritore dell’LSD Albert Hofmann, racconta la spedizione di un gruppo di tre persone molto diverse ma unite dal comune obiettivo di scoprire “il proprio Sé profondo”
. Per farlo, raggiungono insieme un’immaginaria isoletta del Mare del Nord, Godenholm appunto, dove un misterioso Maestro vive assieme a pochi e inquietanti servitori. Il Maestro, inizialmente riluttante, condurrà i tre in un viaggio visionario che li porterà a rivivere e superare eventi traumatici del passato, ma anche e soprattutto a mettere in discussione la realtà come l’hanno sempre conosciuta.